# Die Schlangenamme
Die Schlangenamme ist ein Märchen. Es steht in Ludwig Bechsteins Neues deutsches Märchenbuch an Stelle 47 und erschien zuerst als Die Schlangen-Amme in Zeitspiegel (1831), auch in Bechsteins Gedichte (1836) und Deutsches Sagenbuch (Nr. 942).

## Inhalt
Eine Frau stillt nach dem Mähen ihr Kind. Da kommt eine Schlange und saugt sich an der Brust fest. Sie bleibt zehn Monate und wächst, die Frau braucht einen Tragbeutel und die Leute spotten über die „Schlangenamme“. Ein Zauberer lässt sie auf einer Waldlichtung von Schlangen umtanzen, da ist sie sie los. Einmal rettet die Schlange das Kind vor einem Wolf und einem Bären – nun habe sie Gutes mit Gutem gelohnt.

## Herkunft
Die Schlange aus Nr. 46 Schlange Hausfreund erzählt das Märchen der Katze, um zu zeigen, dass die Schlangen „nicht falsch und nicht undankbar“ sind, wie die Menschen sich einbilden. Bechstein fand den Stoff „Mündlich und auch in Büchern.“ Sein Deutsches Sagenbuch fasst ihn kürzer. Vgl. bei Grimm KHM 105 Märchen von der Unke, bei Straparola Biancabella (Ergötzliche Nächte).